# Alain de Coëtivy
Alain de Coëtivy, född 18 augusti 1407 i Plounéventer, död 3 maj 1474 i Rom, var en fransk biskop och kardinal.
På Coëtivys tillskyndan grundades den bretonska församlingen Sant'Ivo dei Bretoni i Rom.

## Galleri

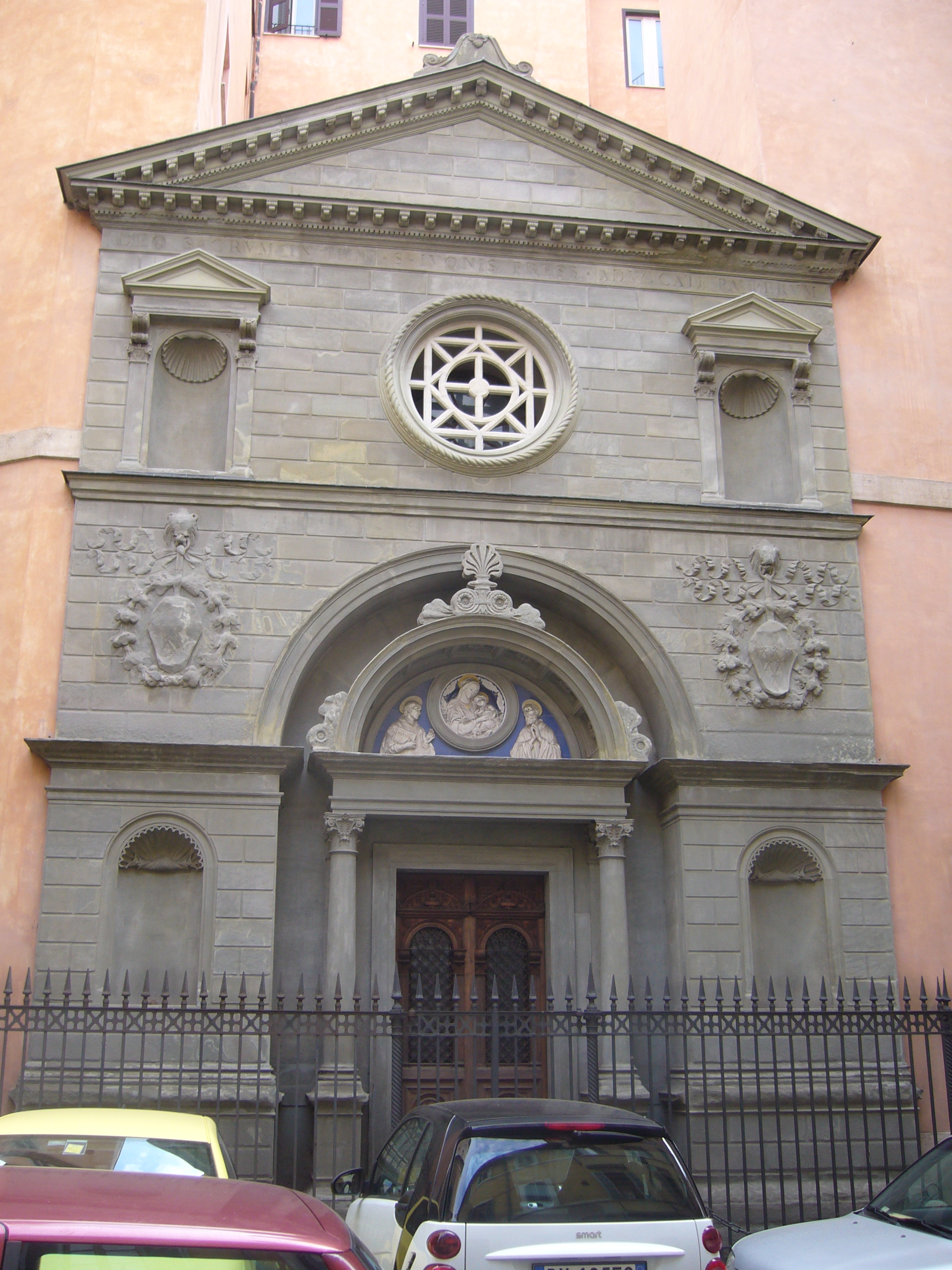
Sant'Ivo dei Bretoni